# Canton Soletta

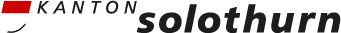
Logo

Il Canton Soletta (in tedesco Kanton Solothurn, in francese Canton de Soleure, in romancio Chantun Soloturn) è un cantone della Svizzera. Si trova nella parte nord-occidentale della nazione. La sua capitale è Soletta.

## Geografia fisica
Il Canton Soletta è posizionato nella parte nord-ovest della Svizzera. Ad ovest confina con il Canton Giura. Ad ovest e a sud confina con il Canton Berna, ad est con il Canton Argovia. A nord è delimitato dal Canton Basilea Campagna. Per ragioni storiche due suoi distretti sono enclavi posizionate lungo il confine con la Francia (dipartimento dell'Alto Reno in Alsazia). Una terza exclave, Steinhof, si trova nel Canton Berna. Le sue terre sono bagnate dal fiume Aar e dai suoi affluenti. Il panorama è principalmente piatto, ma comprende le colline pedemontane del Massiccio del Giura. La pianura è stata creata dall'Aar.
La superficie totale del cantone è di 791 km².

## Storia
Il cantone consiste di territori acquisiti dalla sua capitale. Per questo motivo la forma del cantone è irregolare, soprattutto per le due enclavi lungo il confine francese, che formano due distretti separati del cantone.
Tra il 1798 e il 1803 il cantone fu parte della Repubblica Elvetica. Nel 1803 Soletta fu uno dei 19 cantoni svizzeri che vennero ricostituiti da Napoleone (Atto di Mediazione). Anche se la popolazione era strettamente cattolica romana, il Canton Soletta non si unì al movimento separatista cattolico (Sonderbund) del 1845. Similarmente, approvò le costituzioni federali del 1848 e 1874. L'attuale costituzione del cantone risale al 1887. Nel 1895, comunque, la costituzione venne pesantemente rivisitata.

### Simboli
Lo stemma del Canton Soletta è composto da due soli colori: bianco e rosso.
Ci sono due leggende sull'origine dello stemma di Soletta:
- la prima narra la vicenda di Sant'Ursus, che dopo aver cristianizzato l'area, venne catturato, decapitato sulle rive del fiume Aar e il corpo gettato nel fiume. Il corpo però nuotò, recuperò la testa e si diresse a nuoto verso la città di Soletta, presso il luogo di sepoltura. Così facendo il santo divenne patrono nella città e nel 1394 comparve nello stemma della città stessa, su sfondo rosso e bianco. Questi sono considerati i colori del santo, e vennero adottati anche dal Cantone all'atto della sua entrata nella Confederazione nel 1481. Ciò avvenne nonostante l'opposizione del Cantone di Obwaldo, che all'epoca aveva una bandiera identica;
- l'altra leggenda fa derivare i colori da quelli della bandiera dell'Austria.

## Economia
Fino al XIX secolo, l'agricoltura era la principale attività economica del cantone. L'agricoltura è ancora importante, ma i settori manifatturiero e dei servizi sono ora più significativi. Le industrie del cantone sono specializzate in orologi, gioielli, tessile, carta, cemento e componentistica per auto. Fino a non molto tempo fa l'industria calzaturiera era un'importante attività economica, ma non è riuscita a stare al passo della competizione globale.
Nel cantone sorge la centrale nucleare di Gösgen, che ha iniziato il suo funzionamento nel 1979.

## Infrastrutture e trasporti
Il cantone è ben connesso alle altre regioni della Svizzera, sia con le strade che con le ferrovie. C'è un grosso nodo ferroviario a Olten che dirige i treni verso Ginevra, Zurigo, Berna, Basilea e verso il Canton Ticino via Lucerna.

## Società

### Evoluzione demografica
La popolazione è principalmente di lingua tedesca. Il cantone, tradizionalmente cattolico, ha, ora, anche a causa della forte immigrazione un quadro confessionale più vario, come emerge dai dati del censimento dell'anno duemila:
- cattolici (43,49 %)
- protestanti (31,22 %)
- vecchi cattolici (0,77%)
- ebrei (0.04 %)
- musulmani (5.39 %)
- ortodossi (1,46 %)
- senza indicazione o senza confessione (13,61 %)

| %     | Ripartizione linguistica (gruppi principali) |
| ----- | -------------------------------------------- |
| 88,4% | madrelingua tedesca                          |
| 2,6%  | madrelingua francese                         |
| 4,9%  | madrelingua italiana                         |

## Distretti
Il Canton Soletta è diviso in 10 Bezirke, raggruppati in cinque circoscrizioni elettorali, chiamate Amteien. Dal 2005 i distretti hanno un significato solo statistico:
- Bezirk Bucheggberg, Amtei Wasseramt-Bucheggberg, con capoluogo Buchegg
- Bezirk Dorneck, Amtei Dorneck-Thierstein, con capoluogo Dornach
- Bezirk Gäu, Amtei Thal-Gäu, con capoluogo Oensingen
- Bezirk Gösgen, Amtei Olten-Gösgen, con capoluogo Niedergösgen
- Bezirk Lebern, Amtei Solothurn-Lebern, con capoluogo Grenchen
- Bezirk Olten, Amtei Olten-Gösgen, con capoluogo Olten
- Bezirk Solothurn, Amtei Solothurn-Lebern, con capoluogo Soletta
- Bezirk Thal, Amtei Thal-Gäu, con capoluogo Balsthal
- Bezirk Thierstein, Amtei Dorneck-Thierstein, con capoluogo Breitenbach
- Bezirk Wasseramt, Amtei Wasseramt-Bucheggberg, con capoluogo Kriegstetten